# 七修類稿
《七修類稿》，明代學者郎瑛著，有五十一卷，另有《续稿》七卷。

## 概要
《七修类稿》分为天地、国事、义理、辩证、诗文、事物、奇谑等七类。郎瑛本人精於掌故、天文和考证。例如他以朱元璋撰成的《朱氏世德碑》考证《翦胜野闻》的錯誤。李慈铭評說：“此书引证颇广，当时杨升庵已屡引其说，然识见殊卑，笔亦冗拙，时有村学究气，论诗文尤可笑，其浩博则不可没也。”。陈仕贤曾为建安坊刻本《七修类稿》作序。

## 典故
- 三腳貓

## 點校
- 上海書店，2001年